# Claus en Kaan Architecten
Claus en Kaan Architecten was een Nederlands architectenbureau dat in 1988 werd opgericht door architecten Felix Claus en Kees Kaan.
Op 15 januari 2014 werd bekend dat de 27-jarige samenwerking binnen Claus en Kaan Architecten werd beëindigd om zo in te kunnen spelen op de veranderingen binnen de architectuur. Kees Kaan vervolgde zijn werkzaamheden onder de naam KAAN Architecten. Claus begon voor zichzelf onder de naam Felix Claus.